# بلايلوجيك إنترتنمنت
بلايلوجيك إنترتنمنت (بالإنجليزية: Playlogic Entertainment)‏ ، هي شركة هولندية لتطوير ألعاب الفيديو ونشرها، أسست سنة 2002م وأعلنت حلها سنة 2010م.